# 한유성
한유성 (1991년 6월 9일 ~ )은 대한민국의 축구선수로, 포지션은 골키퍼다.

## 그 외
전남 입단 첫 해인 2014년 7월 1일에 김병지와 함께 우리동네 예체능에 출연하였다.